# Курачево
Кура́чево (рос. Курачево, башк. Ҡурас) — присілок у складі Балтачевського району Башкортостану, Росія. Входить до складу Кундашлинської сільської ради.
Населення — 226 осіб (2010; 246 2002).
Національний склад:
- росіяни — 97 %